# Gian Domenico Partenio
Gian (Giovanni) Domenico Partenio (Spilimbergo, voor 1650 - Venetië, 1701) was een Italiaans componist, zanger en priester. 

## Biografie
De geboortedatum van Gian Domenico Partenio ligt in ieder geval voor 1650. Hij begon zijn muzikale carrière in de kapel van de basiliek van San Marco in Venetië in februari 1666, met een bescheiden salaris van 80 dukaten. In januari 1674 werd zijn salaris verhoogd tot 100 dukaten. In juli 1685 werd Partenio vice-maestro di cappella van de San Marco, als opvolger van Giovanni Legrenzi en in mei van 1692 werd hij zelfs meastro di cappella, als opvolger van de overleden Giovanni Battista Volpe. Parallel aan zijn activiteiten in de Basiliek in Venetië, diende hij als koordirigent bij Ospedale dei Mendicanti in de periode 1685-1689.
Hij was ook een bekende operacomponist, maar zijn opera's werden sporadisch uitgevoerd. Hij debuteerde in 1669 met het drama van het libretto Genseric voor de graaf Nicolò Beregan en vervolgens schreef hij voor hem nog vier andere werken. Als priester was hij werkzaam in de parochiekerk van San Martino, deze kerk was het hoofdkwartier van sovvegno Santa Cecilia, een vereniging van honderd muzikanten en muziekdocenten. Partenio was zelf een der belangrijkste grondleggers van deze club, die op dat moment werd geleid door Legrenzi. 
In zijn tijd werd Partenio geprezen voor zijn werk als koordirigent en componist van religieuze muziek, die grotendeels tot de dag van vandaag gespeeld wordt.  
- Biblioteca Nacional de España: XX1773660
- Gemeinsame Normdatei: 124683207
- International Standard Name Identifier: 0000 0000 7867 6343
- Library of Congress Control Number: no2009091272
- Nationale Bibliotheek van Tsjechië: jx20040727009
- Virtual International Authority File: 84300220
- WorldCat: E39PBJfRBv4bxQDrhdTDc6MQMP